# Philipp Magnus von Braunschweig-Wolfenbüttel

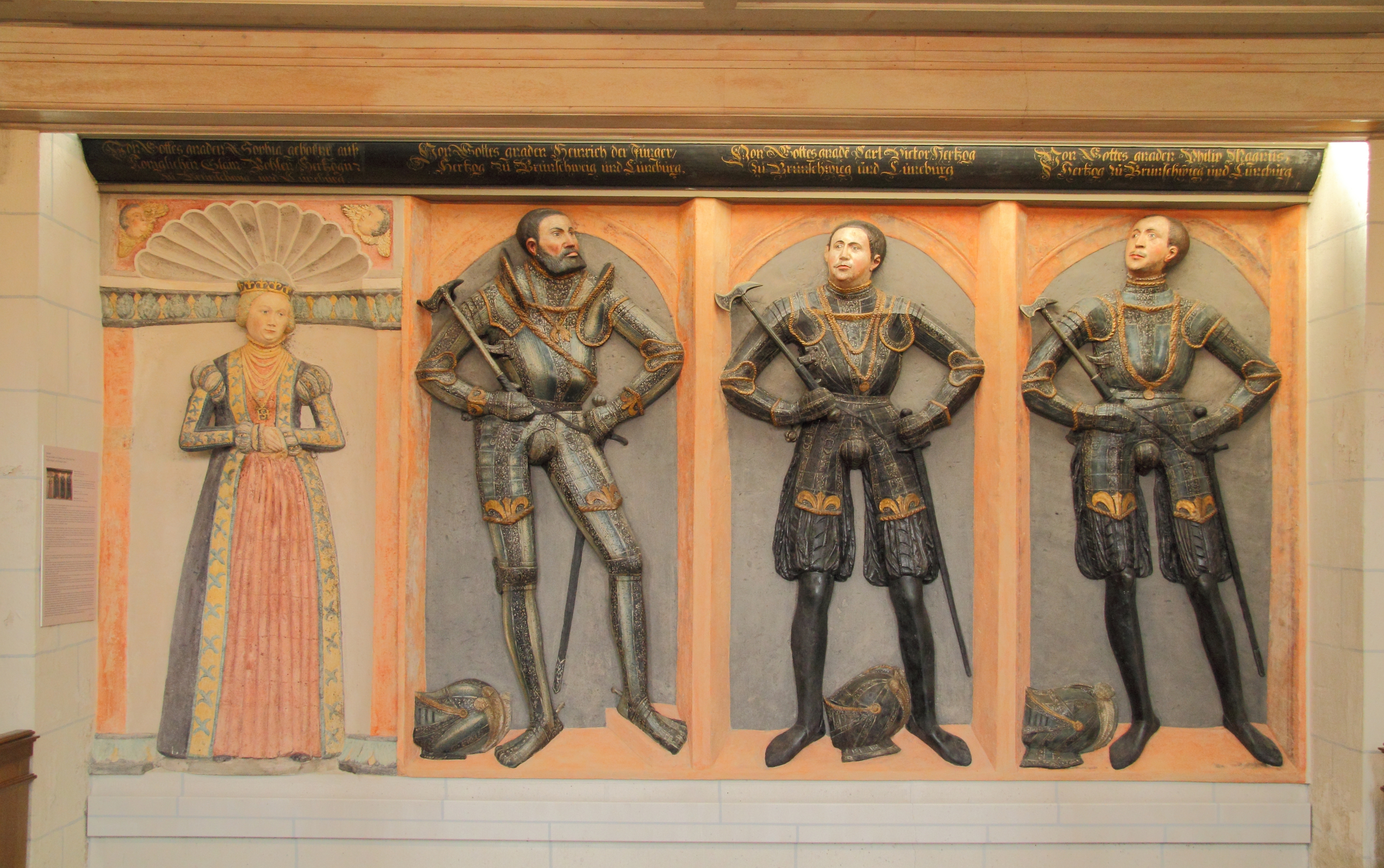
Grabstein Philipp Magnus’ (ganz rechts) in der Wolfenbütteler Marienkirche. Die folgenden Bildnisse stellen seinen Bruder Karl Viktor, beider Vater Heinrich d. J. und dessen zweite Ehefrau Sophia dar.

Philipp Magnus (* 26. Juni 1527 in Wolfenbüttel; † 9. Juli 1553 in Sievershausen) war Herzog zu Braunschweig-Lüneburg.
Der designierte Nachfolger als Landesherr des Fürstentums Braunschweig-Wolfenbüttel starb gemeinsam mit seinem Bruder Karl Viktor in der Schlacht bei Sievershausen.

## Leben
Er war der dritte bzw. der zweite überlebende Sohn Herzog Heinrichs des Jüngeren von Braunschweig-Wolfenbüttel und dessen erster Ehefrau Maria von Württemberg. Seine Jugend war geprägt durch kriegerische Handlungen zwischen seinem katholischen, kaisertreuen Vater und protestantischen Gegnern, insbesondere dem 1531 gegründeten Schmalkaldischen Bund, dem auch die Stadt Braunschweig angehörte. Trotz dieser Umstände erhielt Philipp Magnus eine fundierte wissenschaftliche Erziehung, für die insbesondere der Jurist Jacob Henning Camitius verantwortlich war. Philipp Magnus soll sechs Sprachen fließend beherrscht haben. Auf Wunsch seines Vaters übersetzte er das Werk Luis de Ávila y Zúñigas über den Schmalkaldischen Krieg ins Deutsche und ließ es 1552 in Wolfenbüttel drucken.
Philipp Magnus wurde als Kind 1529 zum Koadjutor im Bistum Minden gewählt. Bei der Bischofswahl 1530 unterlag er jedoch Franz von Waldeck. Während der seit 1542 andauernden Besetzung des Fürstentums Braunschweig-Wolfenbüttel durch den Schmalkaldischen Bund hielt sich Philipp Magnus zeitweise in Italien auf, wo er wissenschaftliche Studien betrieb. So befand er sich 1544 in Padua und 1546 in Bologna. Nachdem sein Vater 1545 nach einem gescheiterten Rückeroberungsversuch in hessische Gefangenschaft geraten war, suchte Philipp Magnus erfolglos in Rom um Hilfe gegen die Schmalkaldischen Besatzer nach. Erst der Sieg Kaiser Karls V. in der Schlacht bei Mühlberg über den Schmalkaldischen Bund ermöglichte 1547 Heinrichs d. J. Rückkehr nach Wolfenbüttel. Philipp Magnus wurde zusehends mit politischen und militärischen Aufgaben betraut. Als Heinrich d. J. 1552 nach Metz zum Kaiser reiste, um diesen um Unterstützung gegen die Angriffe des Söldnerführers Vollrad von Mansfeld zu bitten, ernannte er Philipp Magnus zu seinem Statthalter. Seit 1552 war er entgegen dem geltenden Erstgeburtsrecht zum alleinigen Nachfolger bestimmt; für den übergangenen älteren Bruder Karl Viktor war eine Entschädigung vorgesehen. Im Jahre 1553 unternahm Philipp Magnus eine militärische Aktion gegen die Stifte Osnabrück, Münster und Minden, um seinen jüngeren Bruder Julius gewaltsam im Bistum Minden einzusetzen. Der seit 1530 amtierende Bischof Franz II. (s. o.) wurde zur Aufgabe seines Amtes gezwungen. Weitere kriegerische Unternehmungen führten ihn, gemeinsam mit verbündeten sächsischen Truppen unter Kurfürst Moritz, gegen den Markgrafen Albrecht Alcibiades von Brandenburg-Kulmbach. Am 9. Juli 1553 kam es zur verlustreichen Schlacht bei Sievershausen, die siegreich für die sächsisch-braunschweigischen Truppen endete. Zu den schätzungsweise 4.000 Gefallenen zählten der sächsische Kurfürst sowie die braunschweigischen Prinzen Philipp Magnus und Karl Viktor. In der Folge rückte im Fürstentum Braunschweig-Wolfenbüttel der jüngere, dem Protestantismus zuneigende Bruder Julius in der Erbfolge nach.

## Nachleben
In der Wolfenbütteler Marienkirche ist der bemalte Grabstein Philipp Magnus’ erhalten. Auf diesem sind weiterhin die Bildnisse seines Bruders Karl Viktor, Herzog Heinrichs d. J. und dessen zweiter Ehefrau Sophia dargestellt. Das Werk wird Jürgen Spinnrad zugeschrieben. Nach einer Beschreibung Philipp Julius Rehtmeyers existierte ein Bildnis der beiden in der Schlacht gefallenen Brüder in einem Fenster des Braunschweiger Doms. Unter Herzog Julius wurden zwei Festungswerke Wolfenbüttels nach beiden benannt, der Philippsberg und die Karlsbastion.

## Schriften
- Warhafftige beschrei=||bung des Teutschen kriegs von dem || Allerdurchleuchtigsten/ Grossmechtigsten vnd || vnueberwintlichsten Fuersten vnd Herrn/ Herrn || Carln den Fuenfften Rœmischen Kaiser etc. wider || die Schmalkaldische Bundsuerwandten in den || Jarn nach Christi vnsers lieben Herrn vnd Selig=||machers geburt/ Tausent/ Fuenffhundert/ Sechs || vnd Siebenvndviertzig gefuert vnd vollendet/ durch || den Wolgebornen Donluis de Auilla des Ordens || Alcantara Obersten/ in Spanischer vnd volgends || Frantzœsischer sprachen zusamen getzogen/ Vnd || jtzo von … || Herrn Philips Magnus || Hertzogen zu Braunschweig vnd Luene=||burg etc. zu Teutscher sprachen vertol||metscht vnd beschrieben vorden.|, Wolfenbüttel 1552, gedruckt bei Henning Rüdem. (dfg-viewer.de)